# Deng Jun
Deng Jun (鄧軍S, Dèng JūnP; 28 novembre 1956) è un ex pallanuotista cinese, che ha partecipato alle Olimpiadi estive di Los Angeles 1984.
Ha vinto due ori ai Giochi Asiatici, nel 1982 e 1986, sempre nella pallanuoto.